# Sajóecseg
Sajóecseg es un pueblo húngaro perteneciente al distrito de Miskolc, condado de Borsod-Abaúj-Zemplén.

## Superficie
Cuenta con una superficie de 7,94 km².

## Demografía
Hasta 2024 la población era de 971 habitantes, con una densidad de población de 122,29 hab/km².
| Gráfica de evolución demográfica de Sajóecseg entre 2020 y 2024 |
|                                                                 |
| Datos según la Oficina Central de Estadística de Hungría.       |